# PLAY! (ももいろクローバーZの映像作品)
『PLAY!』（プレイ）は、ももいろクローバーZが2020年11月29日に生配信した視聴者参加型オンラインライブ。本ライブのテーマソングとして、同名の楽曲『PLAY!』が配信限定でリリースされた。
Blu-ray & DVDとして、当日の配信内容に加えて、映像特典を収録したものが発売されている。定額制動画配信サービスでは、「dTV」が2022年に本ライブの独占配信を開始した。

## 概要
ももいろクローバーZ史上初の視聴者参加型配信ライブ。Abema「ABEMA PPV ONLINE LIVE」にて独占生配信された。
毎年恒例のクリスマスライブ『ももいろクリスマス』が新型コロナウイルスの感染拡大の影響で中止となったため、「ももクロとPLAY!」をコンセプトに、視聴者とのボーダーレスな映像体験を届けるために行われた。
視聴者がリアルタイムでセットリスト（曲目）を決められる楽曲投票企画や、好きな視点を選べる（好きなメンバーだけを観られる）マルチアングルが採用された。
演出面に関しては、ももクロのミュージックビデオに携わった経験のあるクリエイター4名が、約12時間をかけて議論。ミュージックビデオ風の映像演出を実現するために、VR（Virtual Reality）を超えるXR（Cross Reality）技術を駆使する一方、手の込んだ大道具・小道具を配した複数のスタジオをメンバーが周遊しながら歌うなど、デジタルとアナログの融合が図られた。総合演出は多田卓也。
当日は、スマートフォン向けに「みんなで叫びまくれサイト」がオープン。ライブ中の楽曲に合わせてコールをしたり、画面をタップしたりして応援することができた（応援している全員の声量やタップ数の合計が可視化され、メンバーにも知らされる仕組みとなっていた）。ライブ後には、Web会議システムのZoomを使用した「オンライン反省会」が開催され、一部の視聴者はメンバーと直接話をすることもできた。
Blu-ray & DVDの映像特典にはメイキングに加え、楽曲投票企画で選ばれなかった楽曲（「stay gold」「天国のでたらめ」「イマジネーション」）のパフォーマンス映像が「Unselected Songs」として収録された（生配信終了後に撮影されたもの）。
ジャケット写真には、セットアップの衣装を着用したメンバーの写真と、ステージで使われた「PLAY」という文字のオブジェをレイアウト。XR技術を用いたライブビジュアルをイメージしたアートワークになっている。

## セットリスト
1. PLAY!
ライブ映像 - YouTube
2. The Diamond Four
ライブ映像 - YouTube
3. マホロバケーション
4. ゲッダーン！
5. Chai Maxx ZERO
6. ゴリラパンチ
ライブ映像 - YouTube
7. DNA狂詩曲
ライブ映像 - YouTube
8. あんた飛ばしすぎ!!
同曲のイメージに合わせて、早乙女 光（氣志團）がゲスト参加
9. DECORATION
ライブ映像 - YouTube
10. ももクロの令和ニッポン万歳！
ライブ映像 - YouTube
11. 笑ー笑 ～シャオイーシャオ！～
同曲のミュージックビデオにも出演のジャッキーちゃんがゲスト参加
12. 月色Chainon
ライブ映像 - YouTube
13. 月と銀紙飛行船
14. クローバーとダイヤモンド

特典映像（Blu-ray/DVD）
- LIVE「PLAY!」メイキング映像
- Unselected Songs（「stay gold」「天国のでたらめ」「イマジネーション」）